# KW-2

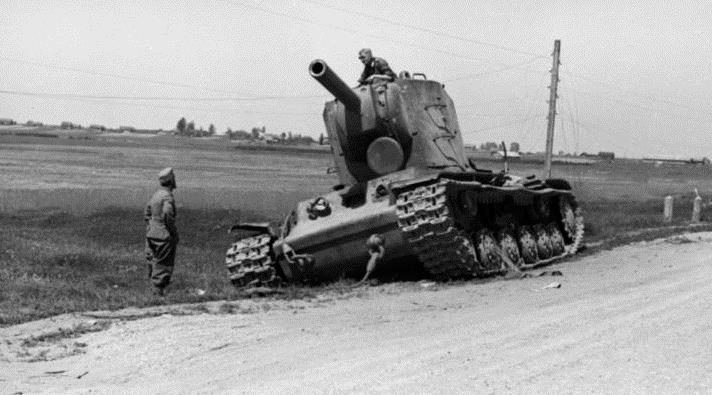
Radziecki czołg KW-2 który powstrzymywał w czasie bitwy pod Rosieniami w czerwcu 1941 natarcie niemieckiej 6. Dywizji Pancernej przez cały dzień. Na zdjęciu niemieccy żołnierze oglądają porzucony KW-2

KW-2 (ros. КВ-2) – radziecki czołg ciężki okresu II wojny światowej z serii czołgów KW.

## Historia
Czołg KW-2 powstał jako wersja pochodna nowego typu czołgu ciężkiego KW-1, opracowanego w 1939 w Leningradzkich Zakładach Kirowskich (LKZ). Oznaczenie KW otrzymał na cześć ludowego komisarza obrony Klimienta Woroszyłowa. Prototypowy czołg KW-1 testowany był bojowo w wojnie radziecko-fińskiej (wojnie zimowej), w walkach na Przesmyku Karelskim w grudniu 1939. Okazało się jednak, że stanowiąca uzbrojenie czołgu armata Ł-11 kalibru 76,2 mm była niewystarczająca do niszczenia drewnianych i żelbetowych schronów i umocnień fińskich. Zakłady LKZ otrzymały polecenie opracowania w szybkim tempie wersji czołgu KW z armatą większego kalibru. Zdecydowano się na bezprecedensowe posunięcie w postaci zamontowania w obrotowej wieży czołgu zmodyfikowanej haubicy M-10 kaliber 152 mm, rozwiniętej z haubicy wz. 1938.
Nowy wariant czołgu odróżniał się od standardowego KW wysoką wieżą o dużych rozmiarach, mieszczącą nowe uzbrojenie. Opracowano go w szybkim tempie już w końcu stycznia. Czołg ten z racji potężnego uzbrojenia nazwany był nieoficjalnie „drednot”. Próby czołgu i uzbrojenia wypadły pomyślnie i zdecydowano o budowie kilku sztuk serii informacyjnej czołgów „KW z dużą wieżą”, jak wówczas był jeszcze oznaczany. 
Dwa lub trzy czołgi serii informacyjnej zostały wysłane od razu w marcu, bez przeprowadzenia prób państwowych, na front kończącej się wojny z Finlandią. Ich uzbrojenie pokazało tam swoją wartość w walce z umocnieniami, a pancerz czołgu udowodnił praktyczną nieprzebijalność przez większość dział. Po zakończeniu wojny, 28 maja 1940 Rada Komisarzy Ludowych podjęła uchwałę o produkcji czołgów KW-1 i KW-2. Dopiero wówczas przeprowadzono ich próby państwowe. Mimo wad mechanicznych, czołg został skierowany do produkcji seryjnej. 
Czołgi KW-2 zasadniczej serii produkcyjnej odróżniały się od prototypów i czołgów pierwszej serii konstrukcją wieży: w pierwszej serii miała ona skośną przednią ścianę, w zasadniczej serii wszystkie ściany wieży były prostopadłe. Razem wyprodukowano 334 egzemplarze.

## Wersje
- KW-2 Model 1939 – KW-1 z nową wieżą, pancerz 30–75 mm i posiadający armatę czołgową 152 mm M-10. Nazywany przez Niemców KW-2A.
- KW-2 Model 1940 – różnił się tylko wieżą. Niemcy nazywali go KW-2B.

## Służba
Seryjne KW-2 zaczęły wchodzić na uzbrojenie Armii Czerwonej pod koniec 1940. Z powodu niewielkiej liczby, używane były najczęściej w dowództwach korpusów zmechanizowanych. Czołgi te spełniały rolę czołgów wsparcia, analogiczną do nieużywanych jeszcze wówczas ciężkich dział samobieżnych (w odróżnieniu od dział samobieżnych, były całkowicie opancerzone i miały obrotową wieżę).
Istniał plan uzbrojenia tych pojazdów w 107 mm armaty ZiS-6, z czego jeden z nich został w nią uzbrojony i przekazany do testów, ale ostatecznie plan ten został porzucony.
Czołgi te trapione były przez bolączki większości modeli KW, czyli niską prędkość i małą trwałość oraz awaryjność podzespołów przeniesienia napędu i zawieszenia. Zwłaszcza słabym elementem była niedopracowana skrzynia biegów. Usterki te były jeszcze bardziej dotkliwe niż w KW-1 z uwagi na większą masę czołgu. Dodatkowo, prędkość obrotu wieży i naprowadzania uzbrojenia była niewielka. Atutem czołgu było jednak potężne działo, strzelające pociskami o masie 40–52 kg, przeciwpancernymi, przeciwbetonowymi i odłamkowo-burzącymi. Trafienie pociskiem 152 mm niszczyło każdy niemiecki czołg tego okresu. Ponadto, pancerz KW-2, podobnie jak KW-1, sprawiał niemieckim działom duże trudności. Czołg był praktycznie niewrażliwy na ostrzał z dział kalibrów 37 mm i 50 mm oraz krótkolufowych 75 mm, do czasu wprowadzenia przez Niemców nowszej amunicji. Jedynym działem, które mogło w miarę skutecznie zwalczać czołgi KW była armata przeciwlotnicza 8,8 cm Flak 18. W początkowych kilku miesiącach wojny niemiecko-radzieckiej Armia Czerwona utraciła sporą część tych pojazdów, lub zostały zdobyte przez armię niemiecką. Było to w dużej mierze skutkiem nieumiejętnego wykorzystania broni pancernej w walce, a także usterek czołgów, połączonych z trudnością lub niemożnością ewakuacji uszkodzonych wozów. Pomimo tego nawet pojedyncze czołgi tego typu potrafiły być dużym problemem dla przeważającego liczebnie przeciwnika. Zdobyte przez Niemców pojazdy były modyfikowane poprzez zamontowanie wieżyczek dowódczych z czołgu Panzerkampfwagen III. Pomimo tego, że w 1942 niewielka liczba KW-2 służyła na froncie, pojazdy te jednak były używane do końca wojny.

## Opis
Czołg konstrukcji klasycznej: z przodu kadłuba przedział kierowania, w środku przedział bojowy, z tyłu przedział silnikowy i za nim transmisyjny. Nad przedziałem bojowym obrotowa wieża. Kadłub spawany z pancernych płyt walcowanych i giętych, wieża spawana z płyt walcowanych. Załoga składała się z 6 ludzi (kierowca i strzelec-radiotelegrafista w przedziale kierowania, dowódca, celowniczy i dwóch amunicyjnych w wieży).
Silnik wysokoprężny W-2K, widlasty, 12-cylindrowy, o mocy nominalnej 550 KM, maksymalnej 600 KM, chłodzony cieczą. Skrzynia biegów: 5 biegów do przodu i 1 do tyłu, bez synchronizacji. Sprzęgła boczne, planetarne przekładnie boczne, zębate koła napędowe z tyłu kadłuba. Zawieszenie czołgu: sześć podwójnych kół jezdnych po każdej stronie, zwieszonych na wahaczach wleczonych, amortyzowanych wałkami skrętnymi. Koła jezdne z wewnętrzną amortyzacją. Koła napinające z przodu kadłuba. Po każdej stronie 3 koła podtrzymujące gąsienice. Metalowe gąsienice szerokości 700 milimetrów. 
Uzbrojenie: haubico-armata 152 mm haubica wz. 1938 (M-10). Kąt ostrzału w płaszczyźnie poziomej 360°, w płaszczyźnie pionowej 15° do +12°. Prędkość początkowa pocisku 436–530 m/s (zależnie od rodzaju). Dodatkowe uzbrojenie: 3 karabiny maszynowe DP kaliber 7,62 mm: jeden sprzężony z armatą, jeden ruchomy w przedniej płycie kadłuba po lewej stronie, obsługiwany przez strzelca i jeden ruchomy w tylnej ścianie wieży. Zapas amunicji: 36 nabojów do działa i 3087 nabojów do karabinu maszynowego. KW-2 był po czołgu IS-4 najcięższym radzieckim czołgiem.